# 林地苋属
林地苋属（学名：Psilotrichum）是苋科下的一个属，为草本或灌木植物。该属共有约14种，分布于非洲及亚洲东南部。